# 陳坦 (明朝)
陳坦（15世紀—16世紀），字道平，福建福州府連江縣東岱人，明朝政治人物。

## 生平
陳坦是正德八年（1513年）癸酉科福建鄉試第五十三名舉人，授工部員外郎，因朝賀詿誤謫揚州通判，兼攝泰州事，當時地方饑荒，盜賊橫行，他自行撥出府倉穀賑濟以平息盜患，得上級推薦，陞戶部郎中，不久辭官回鄉，積極提倡連江建城。

## 引用
1. 1 2  民國《連江縣志·卷二十三·列傳》：陳坦，字道平，東岱人，正德八年舉人，初為工部郎，以朝賀詿誤左遷揚州通判，攝泰州，值歲饑盜起，抗辭出府倉榖賑貸，盜因以弭，當道交章薦之，後擢戶部郎中，已而乞歸，連之建城與有力焉，弟址入文苑。 移綴節概